# Bátorová
Bátorová es un municipio del distrito de Veľký Krtíš en la región de Banská Bystrica, Eslovaquia, con una población estimada a final del año 2024 de 328 habitantes.
Se encuentra ubicado al suroeste de la región, en la cuenca hidrográfica del río Ipoly —un afluente izquierdo del Danubio— y cerca de la frontera con la región de Nitra y con Hungría.

## Demografía
| Año        | 1994 | 2004     | 2014    | 2024     |
| ---------- | ---- | -------- | ------- | -------- |
| Población  | 413  | 371      | 383     | 328      |
| Diferencia |      | −10,16 % | +3,23 % | −14,36 % |

| Año        | 2023 | 2024    |
| ---------- | ---- | ------- |
| Población  | 335  | 328     |
| Diferencia |      | −2,08 % |